# Handschrift 806

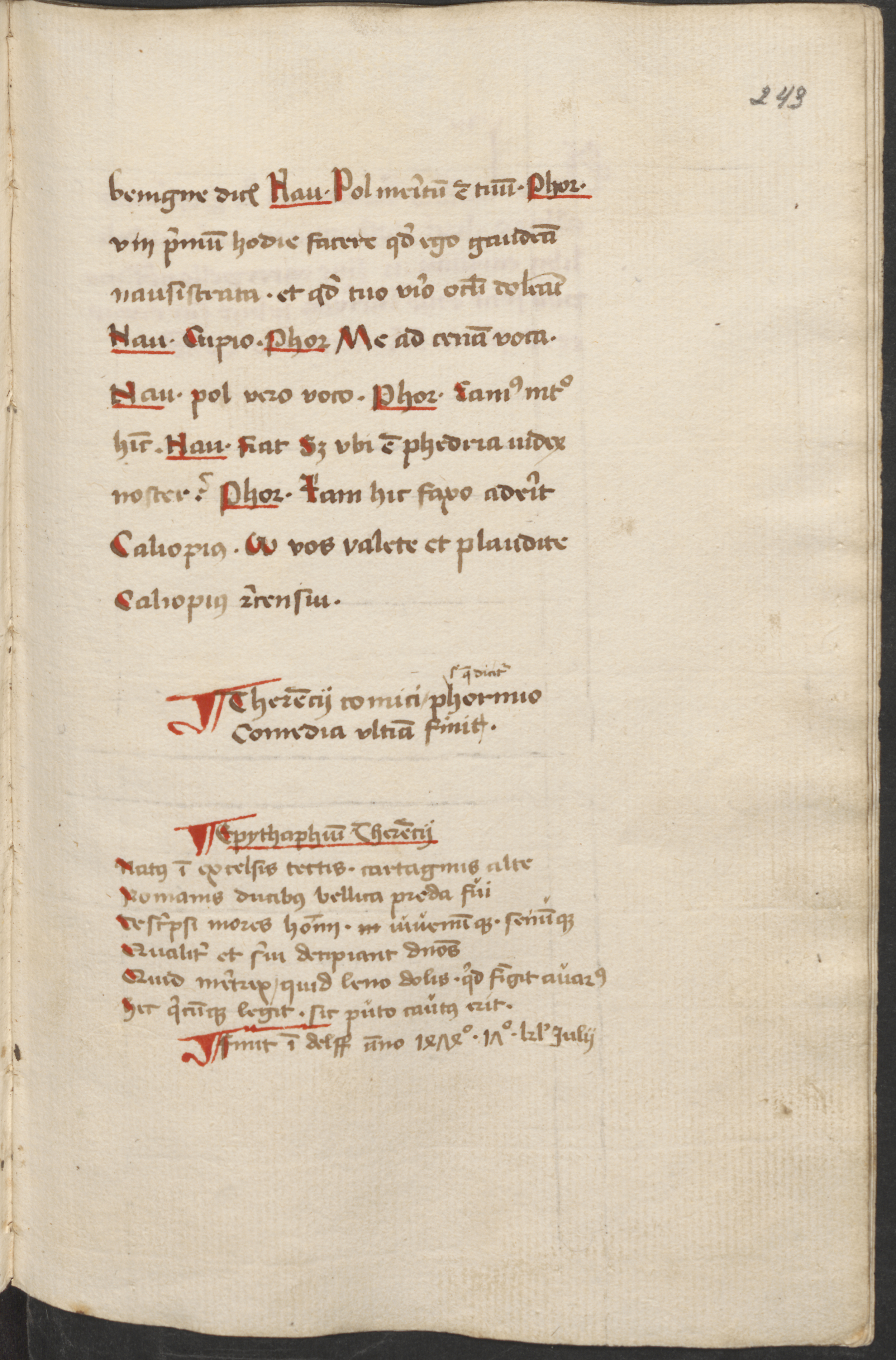
Onderaan deze pagina is te zien waar en wanneer het handschrift vervaardigd is: ‘finit in Delff anno 1474º. 17º kal. julii’ (vervaardigd in Delft, 15 juni 1474) (fol. 243r).

Hs. 806 is een verlucht handschrift uit de vijftiende eeuw met de Comoediae VI van Publius Terentius Afer (ca. 190 – ca. 159. v.Chr.). Het handschrift was oorspronkelijk in het bezit van de Paulusabdij te Utrecht. Tegenwoordig wordt het bewaard in de Universiteitsbibliotheek Utrecht. Het is te citeren als: Universiteitsbibliotheek Utrecht Hs. 806 (1 F 23).

## Omschrijving
Het handschrift is opgebouwd uit 248 folia (bladen) van 215 × 144 mm, waarvan 243 beschreven. De pagina’s zijn ingedeeld in één kolom met zeventien regels. Er is veel ruimte in de marge en tussen regels vrijgelaten voor aantekeningen. Dit duidt erop dat het handschrift mogelijk een schoolboek was. De tekst is geschreven in hybrida met enkele cursieve elementen. De lezersaantekeningen, ook wel glossen genoemd, zijn geschreven in cursiva currens. De glossen zullen hoogstwaarschijnlijk door een andere hand zijn toegevoegd. De kalfsleren band is uit dezelfde tijd als het handschrift, want het ruitpatroon is kenmerkend voor de vijftiende eeuw.
Het handschrift bestaat uit zes komedies van Publius Terentius Afer. Allen zijn opgebouwd volgens een vaste structuur. Elke komedie begint met een inleiding in cursief schrift op de rectozijde, daarop volgt een rubriek op de versozijde. De daaropvolgende rectozijde is het daadwerkelijke begin van de komedie. Opvallend is dat het begin van de eerste drie komedies benadrukt wordt door een klavier, een soort van bladwijzer. Ook aan het begin van de andere komedies hebben klavieren gezeten, want de sporen hiervan zijn duidelijk zichtbaar.

## Geschiedenis
Volgens een inscriptie op folio 243r is het handschrift in Delft vervaardigd op 15 juni 1474. Op het schutblad staat dat het handschrift in het bezit was van de Paulusabdij te Utrecht. Hoe het daar is gekomen is onbekend. Bijzonder is het handschrift wel, omdat het de enige klassieke tekst is die uit een Utrechts klooster komt. Echter, het is niet raar dat dit handschrift bewaard werd, omdat het een moraliserend karakter had. Het handschrift ging dus in op het juist handelen en gedragen van de mens in de maatschappij. De komedies behoorden in de gehele Middeleeuwen dan ook tot de vaste schoollectuur.

## Decoratie

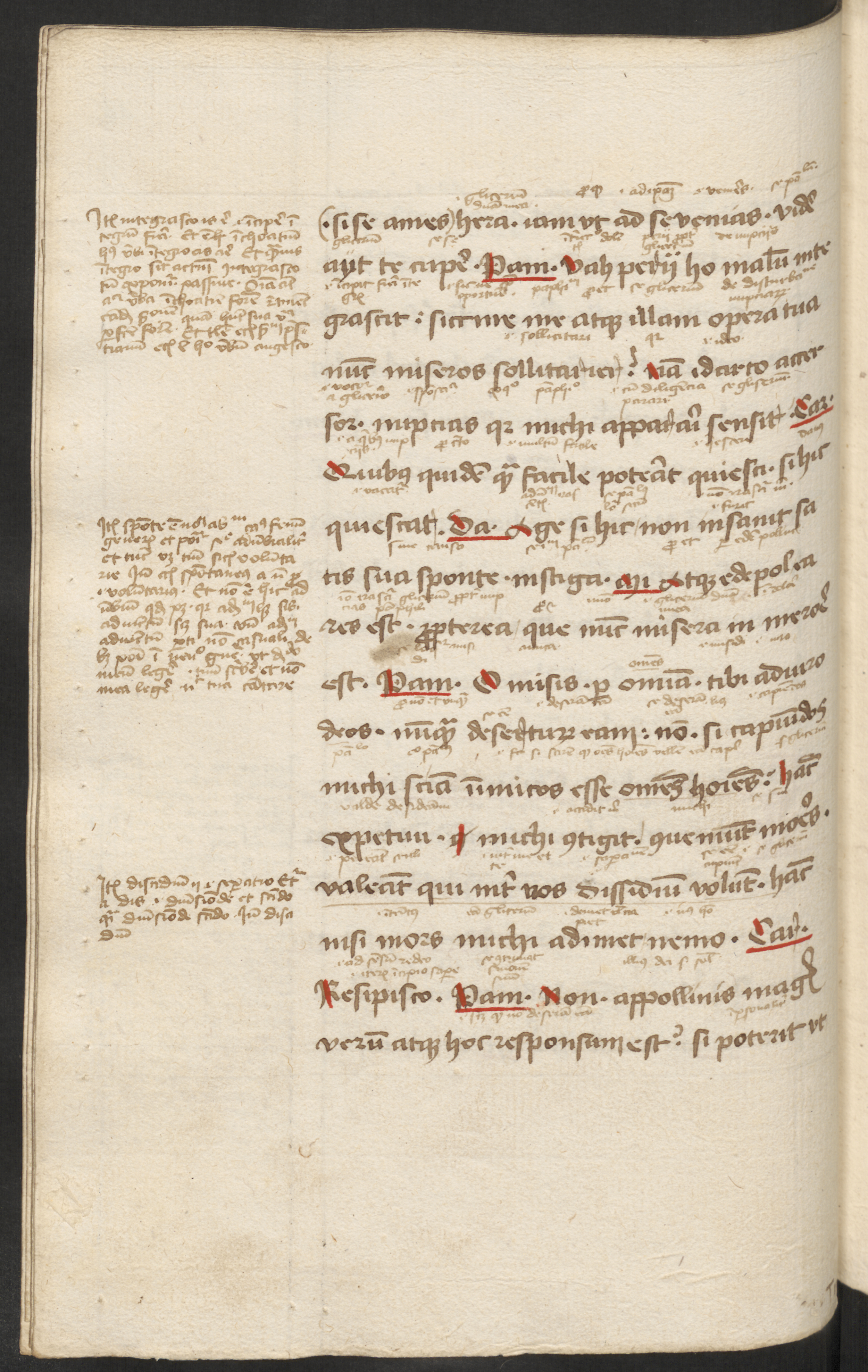
Op deze pagina zijn duidelijk de lezersaantekeningen te zien in de marge. Dit duidt erop dat het handschrift mogelijk gebruikt werd als schoolboek (fol. 37v).

De stijl waarin de versieringen in het handschrift zijn uitgevoerd is Zuid-Hollands met wat Delftse kenmerken. Op folio 1r staat een versierde initiaal. De initiaal is in blauw uitgevoerd met rode en groene bladmotieven. De randversiering is uitgevoerd in rood. De naar buitenbuigende groene bladeren met daartussen een gele knop doen denken aan het Delftse 'radijsje'. Echter, de langgerektheid van de randversiering doet denken aan Leids penwerk. In de spreukband van de initiaal op folio 1r is de lijfspreuk van Thomas à Kempis te lezen: ‘ama nescrire’. Dit moet zijn ‘ama nescriri’, wat betekent: ‘houd ervan ongekend te zijn’. Dit heeft mogelijk betrekking op het feit dat de maker van dit handschrift onbekend is. Het begin van een nieuwe acte wordt gekenmerkt door rode en groene lombarden uitgevoerd in penwerk. Opvallend is dat na folio 129r de versiering van de begininitiaal niet is afgemaakt.

## De komedies
Het handschrift bestaat uit zes komedies:
- De eerste komedie, de Andria (fol. 1 – 38) gaat over Pamphilus die Glycerium van Andros verleidt, terwijl hij met iemand anders moet trouwen.
- Eunuchus (fol. 39 – 83), is de tweede komedie en was de meest populaire. Het gaat over Thraso die in het buitenland een meisje genaamd Thais heeft gekocht.
- De derde komedie is de Heautontimorumenos (fol. 84 – 127). Deze komedie gaat over een vader die zijn verliefde zoon wegstuurt om oorlog te voeren. Door dit te doen, doet hij zichzelf pijn (‘heauton timorumenos’ betekent zoiets als ‘zelf pijniger’).
- De vierde komedie Adelphi (fol. 128 – 167), gaat over twee broers die als jongelingen door hun vader gescheiden van elkaar worden.
- Hecyra (fol. 168 – 202) is de vijfde komedie en gaat over Pamphilus die trouwt met Philumena, maar liefde voelt voor een minnares.
- De laatste komedie is de Phormio (fol. 202 – 243). Deze komedie gaat over Chremes en de vrouwen en kinderen die hij in het geheim heeft.